# Mexcaltitán
Mexcaltitán (del náhuatl: Mexkaltitlan ‘lugar entre agaves’‘mexkalli «agave», titlan «lugar entre»’) es una localidad del municipio de Santiago Ixcuintla, Nayarit (México). La localidad se asienta sobre una isla que recibe el mismo nombre. Su principal atractivo turístico radica en sus casas de colores con techo de doble agua de tejas y que en la temporada de lluvias, las calles de la isla se inundan temporalmente, por lo que puede ser recorrida en pangas.

## Geografía
Tiene una dimensión aproximada de 400 m de diámetro, con una configuración casi redonda. En su circunscripción se encuentran las localidades de El Mezcal, Aztlán de las Garzas, San Miguel Nº 2, El Nuevo Mexcaltitán y San Vicente. Este ejido posee una extensión de tierras y aguas muy superior a la de los aledaños.

## Historia

### Identificación con Aztlán
En los años 1960, entre los intelectuales mexicanos se comenzó a especular sobre la posibilidad de que Mexcaltitán fuera la mítica Aztlán de donde salieron los mexicas al iniciar su peregrinación. Uno de los primeros en considerar que Aztlán debió ubicarse en esta isla fue Alfredo Chavero a finales del siglo XIX. Investigadores posteriores siguieron esta propuesta y la consideraron válida, entre ellos Wigberto Jiménez Moreno. Sin embargo, esta hipótesis se encuentra actualmente desechada.

## Demografía
Se le conoce también como Mexcaltitán de Uribe. La localidad tiene una población de 1019 habitantes, según el censo de 2000. Actualmente es un centro turístico de reconocimiento nacional, se ubica a 36 km de Santiago Ixcuintla, y a 98 km de la Ciudad de Tepic. 

## Infraestructura
Entre las construcciones sobresalientes, cuenta con un museo, la iglesia católica, el comisariado ejidal, la escuela primaria y el centro de salud del SSA.
Tiene 2 embarcaderos: La Batanga, el de mayor tránsito, dista 6 km de Mexcaltitán, y El Matadero, más pequeño que el anterior, está a solo 2 km de la isla.

### Pueblo Mágico
En diciembre de 2020 Mexcaltitán, en Nayarit, había recuperado su nombramiento como Pueblo Mágico el número 122. En julio de 2009 le fue retirada la denominación de Pueblo Mágico por parte de la Secretaría de Turismo, por no cumplir con las observaciones hechas por el Comité Técnico, durante la Reunión Nacional de Pueblos Mágicos llevada a cabo en febrero de ese mismo año, en Tapalpa, Jalisco.